# Schulhaus (Ainau)

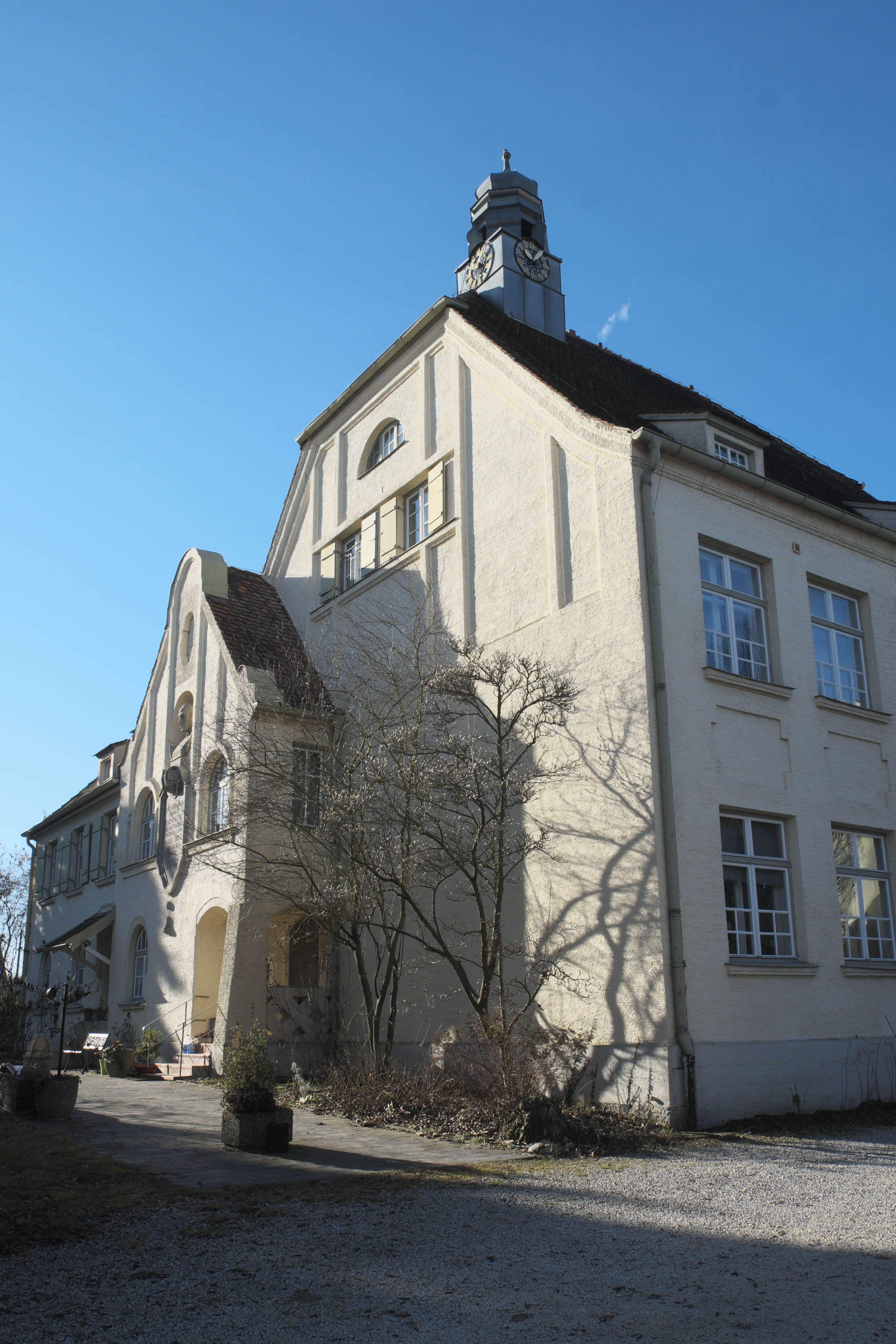
Schulhaus in Ainau

Das Schulhaus in Ainau, einem Ortsteil der Stadt Geisenfeld im oberbayerischen Landkreis Pfaffenhofen an der Ilm, wurde 1909/10 errichtet. Das ehemalige  Schulhaus an der Münchener Straße 116 gehört zu den geschützten Baudenkmälern in Bayern.
Der zweigeschossige, giebelständige Schopfwalmdachbau mit Dachreiter und Uhr, südlichem Querflügel mit Walmdach und Eingangsvorbau in barockisierenden Formen wurde nach Plänen des Architekten Peter Danzer aus München errichtet.  
Über dem Eingang wurde eine Gedenktafel und eine Büste des Erbauers des Schulhauses angebracht, die an den Ainauer Pfarrer und Dekan Michael Trost erinnert.
Im Schulgebäude wurden Wohnungen eingerichtet.